# フラリ銀座/自由な国だから
「フラリ銀座/自由な国だから」（フラリぎんざ/じゆうなくにだから）は、2018年10月24日にアップフロントワークス（zetimaレーベル）から発売されたモーニング娘。の66枚目のシングル。「モーニング娘。'18」（モーニングむすめ。ワンエイト）名義でのリリース。

## 構成
- 10期メンバー飯窪春菜ラスト参加シングル。平成に発売された最後のシングルでもある。
- メインボーカルは譜久村聖、佐藤優樹、小田さくら[6]。

フラリ銀座
- 1960年代の世界観をオマージュしており、銀座を舞台にストーリーが展開される楽曲、ミュージックビデオの内容となっている。

自由な国だから
- 十字架のフォーメーションをもとに「自由の女神」ポーズから始まり、間奏も子供達に真似してもらえたらという思いがこもっている[7]。

Y字路の途中
- センターは飯窪春菜。本作品におけるカップリング曲ならぬアディッショナルトラックであり、飯窪春菜の卒業記念ソングとなっている[8]。

## リリース
初回生産限定盤A・B・SP・通常盤A・Bの5形態で発売され、このうち初回生産限定盤A・B・SPにはDVDが付属する。初回生産限定盤SPにはイベント抽選応募券が封入される。初回仕様の全ての通常盤にはトレーディングカード（通常盤A：「フラリ銀座」衣裳のソロ12種+集合1種よりランダムにて1枚、通常盤B：「自由な国だから」衣裳のソロ12種+集合1種よりランダムにて1枚）が封入されている。

## 収録曲

### CD（全盤共通）
| #  | タイトル                          | 作詞     | 作曲     | 編曲       | 時間 |
| -- | --------------------------------- | -------- | -------- | ---------- | ---- |
| 1. | 「フラリ銀座」                    | つんく   | つんく   | 平田祥一郎 | 3:58 |
| 2. | 「自由な国だから」                | つんく   | つんく   | 大久保薫   | 5:00 |
| 3. | 「Y字路の途中」(Additional Track) | 大橋莉子 | 大橋莉子 | 高橋修平   | 5:13 |
| 4. | 「フラリ銀座」(Instrumental)      |          |          |            | 3:57 |
| 5. | 「自由な国だから」(Instrumental)  |          |          |            | 5:00 |
| 6. | 「Y字路の途中」(Instrumental)     |          |          |            | 5:14 |

| #  | タイトル                    | 作詞 | 作曲・編曲 | 時間 |
| -- | --------------------------- | ---- | ---------- | ---- |
| 1. | 「フラリ銀座」(Music Video) |      |            | 4:25 |

| #  | タイトル                        | 作詞 | 作曲・編曲 | 時間 |
| -- | ------------------------------- | ---- | ---------- | ---- |
| 1. | 「自由な国だから」(Music Video) |      |            | 5:37 |

| #  | タイトル                                           | 作詞 | 作曲・編曲 | 時間  |
| -- | -------------------------------------------------- | ---- | ---------- | ----- |
| 1. | 「フラリ銀座」(Dance Shot ver.)                    |      |            | 4:04  |
| 2. | 「自由な国だから」(Dance Shot ver.)                |      |            | 5:06  |
| 3. | 「フラリ銀座/自由な国だから MV撮影メイキング映像」 |      |            | 21:22 |

## リリース日一覧
| 地域 | リリース日     | レーベル | 規格                                              | カタログ番号                      |
| ---- | -------------- | -------- | ------------------------------------------------- | --------------------------------- |
| 日本 | 2018年10月24日 | zetima   | CDマキシシングル+DVD                              | EPCE-7438～39（初回生産限定盤A）  |
| 日本 | 2018年10月24日 | zetima   | CDマキシシングル+DVD                              | EPCE-7440～41（初回生産限定盤B）  |
| 日本 | 2018年10月24日 | zetima   | CDマキシシングル+DVD                              | EPCE-7442～43（初回生産限定盤SP） |
| 日本 | 2018年10月24日 | zetima   | CDマキシシングル                                  | EPCE-7444（通常盤A)               |
| 日本 | 2018年10月24日 | zetima   | CDマキシシングル                                  | EPCE-7445（通常盤B）              |
| 日本 | 2018年10月24日 | zetima   | ダウンロードシングル （LC-AAC）                   |                                   |
| 日本 | 2018年10月24日 | zetima   | ハイレゾダウンロードシングル （FLAC 96kHz/24bit） |                                   |

## 参加メンバー
- 9期：譜久村聖、生田衣梨奈
- 10期：飯窪春菜、石田亜佑美、佐藤優樹
- 11期：小田さくら
- 12期：野中美希、牧野真莉愛、羽賀朱音
- 13期：加賀楓、横山玲奈
- 14期：森戸知沙希

## 参加ミュージシャン
フラリ銀座
- Sound Produce：つんく♂
- Programming：平田祥一郎
- Chorus：譜久村聖、小田さくら

自由な国だから
- Sound Produce：つんく♂
- Keyboard & Programming：大久保薫
- Chorus：小田さくら

Y字路の途中
- Programming：高橋修平
- Chorus：塩原奈美子